# Ramón Menéndez Pidal

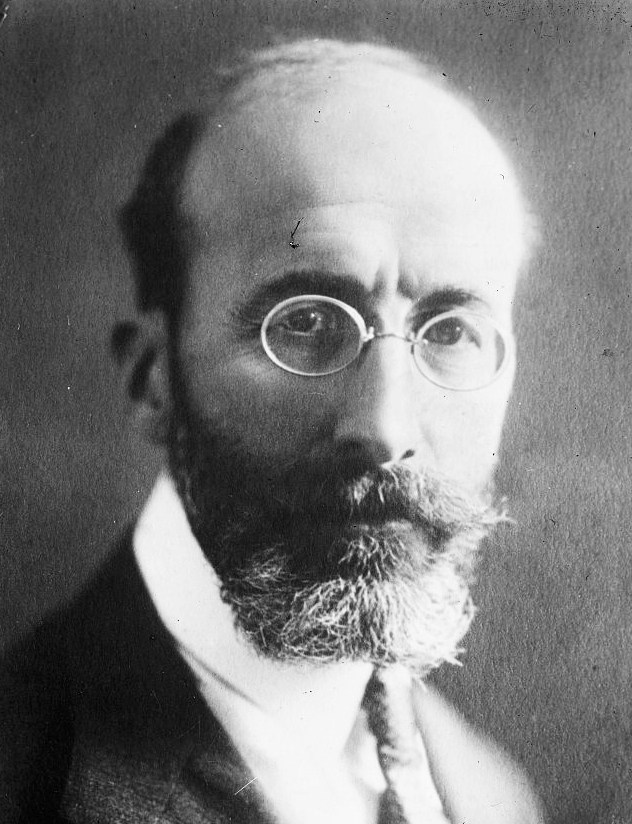
Ramón Menéndez Pidal

Ramón Menéndez Pidal (ur. 13 marca 1869 w A Coruña, zm. 14 listopada 1968 w Madrycie) – filolog, hispanista, romanista i historyk.
Od 1899 roku profesor filologii romańskiej Uniwersytetu w Madrycie. W latach (1926–1939) i od 1948 prezes Hiszpańskiej Akademii Królewskiej. W 1914 założył, a następnie wydawał: „Revista de Filologia Española”. Założyciel „Centro de Estudios Históricos” (1910), w La España del Cid (1929) wybornie połączył ścisłość metody naukowej z pięknem literackiego przedstawienia.
Od 1940 wydawał Historia de España. Autor przełomowych prac z zakresu historii, języka i literatury średniowiecznej Hiszpanii.
Badał historię języka hiszpańskiego. Podzielił terytorium Hiszpanii na 5 stref językowych przed ukształtowaniem się języka kastylijskiego (Ibérica, Tartessos, Celtíberia, Galaico-Lusitana i Cantábrica). Badał wpływ języka łacińskiego na język hiszpański (Vocalismo - Neutralización).
Główne dzieła: Manual elemental de gramática histórica española (1904), Orígenes del español (1926). Sławę zyskał jako autor wzorowego wydania najstarszego zabytku literatury hiszpańskiej, Pieśni o Cydzie: Cantar del mío Cid: texto, gramática y vocabulario (3 tomy, wyd. 1908–1911). Ponadto jest autorem cennych prac o epickiej poezji hiszpańskiej: Poesía juglaresca y juglares (1924–1926).